# WikiIslam
WikiIslam é uma wiki multilingue, uma enciclopédia online crítica do Islão. Utiliza o software wiki gratuito e de código aberto MediaWiki. Os utilizadores registados têm o direito de alterar e editar o seu conteúdo. O site foi fundado em 2006. por Ali Sina (um antigo muçulmano iraniano radicado no Canadá que mais tarde se tornou ateu e crítico do Islão). Em 2015 local foi adquirido pela organização não governamental Ex-Muçulmanos da América do Norte (EXMNA).